# إبراهيم بن راشد
أبو سالم إبراهيم بن علي بن راشد (896 هـ / 1490 م – 946 هـ / 1539م) أمير ووزير وقائد عسكري مغربي في الدولة الوطاسية.
حاكم شفشاون وحاكم تطوان بعد وفاة القائد المنظري الثاني عام 925 هـ. عينه السلطان المغربي أحمد الوطاسي كبير وزراءه وقائدا لأركان حربه، فنصب أخته الحرة حاكمة لمدينة تطوان.

## مسيرته
والده علي بن موسى ابن راشد ووالدته أندلسية مسيحية الأصل من مدينة فيخير دي لا فرونتيرا، أسلمت بعد زواجها من الأمير علي ابن راشد وسميت بلالة الزهراء. أخته السيدة الحرة، التي نصبها إبراهيم بن راشد حاكمة لمدينة تطوان.
 وزوجته هي السيدة عائشة بنت السلطان محمد الشيخ المهدي وأخت السلطان محمد البرتقالي، وكان هذا الأخير زوج السيدة الحرة بعد وفاة زوجها القائد المنظري، فأصبح شقيقها ابراهيمبن راشد كبير وزراء السلطان البرتقالي وقائد جيشه.